# José Gonçalves de Siqueira
José Gonçalves de Siqueira (1720 — Minas Gerais, 1797—Montes Claros), fazendeiro e Capitão-mor de Tocambira cabeceiras do Rio Verde. Considerado o potentado da região onde hoje se situa a cidade de Montes Claros.  Era filho de Manuel Afonso de Siqueira e Antônia Pires da Fonseca Ribeiro. 

## Biografia
Sobre a vida do Capitão-mor José Gonçalves de Siqueira pouco é conhecido. Consta na Nobiliarquia Paulistana de Pedro Taques  , que ele era filho do capitão-mor Manuel Afonso Gaia (que é originalmente chamado Manuel Afonso de Siqueira), sendo, portanto, de origem dos Paulistas Bandeirantes. José Gonçalves de Siqueira casou-se, por volta de 1745, com a viúva Dona Ana de Campos Monteiro, filha de Antônio Rodrigues Velho e Margarida Bicudo de Campos. Eles tiveram dois filhos, cujos nomes não constaram na obra de Pedro Taques: Belchior José de Campos e Dona Maria Francisca Caetana de Campos.
Em 18 de setembro de 1742, José Gonçalves de Siqueira, recebeu a Carta Patente de Capitão-mor dos distritos de Tocambira cabeceiras do Rio verde.